# Route nationale 83 (Suède)
Pour les articles homonymes, voir Route nationale 83.
La route nationale 83 (en suédois : Riksväg 83) est une route nationale entre Skog et Ånge en Suède,.

## Présentation
La RV 83 bifurque de la route européenne 4 à Tönnebro (sv), à 50 kilomètres au nord de Gävle, et se dirige en direction nord-ouest, vers l'intérieur des terres.
La route traverse des zones boisées et vallonnées.
Elle longe la rive sud-ouest du lac Bergviken (sv) et traverse Sibo.
Les plus grandes villes sur la route sont Bollnas et Ljusdal.
De plus, la route traverse des zones rurales peu peuplées.
A Bollnäs, elle croise la route nationale 50.
Plus loin, elle longe le lac Orsjön jusqu'à Ljusdal, où elle croise la  route nationale 84, continue en suivant la rive orientale du lac Hennan (sv) jusqu'à Östavall.
Depuis Ånge, la route nationale 83 se dirige vers l'est puis rejoint la route européenne 14, à environ 80 kilomètres à l'ouest de Sundsvall.
La longueur de la route est de 246 kilomètres.

## Tracé
| Km     | Lieu      | Carte interactive |
| ------ | --------- | ----------------- |
| 0 km   | Skog      |                   |
|        | Kilafors  |                   |
|        | Bollnäs   |                   |
|        | Lottefors |                   |
|        | Arbrå     |                   |
|        | Vallsta   |                   |
|        | Orbaden   |                   |
|        | Järvsö    |                   |
|        | Ljusdal   |                   |
|        | Östavall  |                   |
|        | Alby      |                   |
| 230 km | Ånge      |                   |